# Спека (фільм, 2014)
Спека (англ. Swelter) — американський бойовик 2014 року режисера Кіта Пармера.

## Сюжет
П'ятеро зухвалих грабіжників грабують казино, але під час відходу четверо з них потрапляють до рук поліції. П'ятий член банди зникає з 10 мільйонами доларів. Через декілька років відбувається втеча і колишні подільники вирушають на пошуки п'ятого колеги.

## У ролях
| Актор                   | Роль           |
| ----------------------- | -------------- |
| Ленні Джеймс            | Бішоп          |
| Грант Боулер            | Коул           |
| Каталіна Сандіно Морено | Кармен         |
| Альфред Моліна          | Док            |
| Джош Гендерсон          | Бойд           |
| Жан-Клод Ван Дамм       | Стіллман       |
| Трейсі Волтер           | старий Джонсон |
| Еббі Міллер             | Пічес          |
| Гай Вілсон              | Джонні         |
| Келлі Кінг              | Френкі         |
| Пітер Вак               | Медсен         |
| Ері Вервін              | Джошуа Стоун   |